# Kenneth Høie
Kenneth Høie (Haugesund, 11 settembre 1979) è un ex calciatore norvegese, di ruolo portiere, ed eccezionalmente difensore dell'FC Sampierdarenese a livello dilettantistico.

## Carriera

### Club
Høie iniziò la carriera con la maglia dello Haugesund. Nel campionato inglese 1998-1999, sostenne un provino con il Manchester United e giocò un match per la squadra riserve, perso per uno a zero contro il Liverpool. Il calciatore non ottenne però il trasferimento in Inghilterra e, in data 30 aprile 2000, arrivò a debuttare nella Tippeligaen: fu infatti titolare nella sconfitta per quattro a uno del suo Haugesund, in casa del Viking.
Nel 2003 passò al Bryne ed esordì ufficialmente per il nuovo club nella sconfitta per tre a zero sul campo del Viking. Nel 2004 fu ceduto in prestito al Sogndal: giocò, ancora una volta, il suo primo match contro il Viking e la sua squadra fu sconfitta per quattro a due.
Nel 2005 passò allo Start. Debuttò in squadra l'11 maggio dello stesso anno, nel successo per due a uno sul Lyngdal nella Coppa di Norvegia 2005. Il 28 maggio 2006 disputò anche il primo incontro nella massima divisione con questa casacca, nella vittoria per uno a zero sullo Stabæk. Nel 2006, fu ceduto in prestito al Pors Grenland, ma non raccolse apparizioni in campionato.
Nel 2007, passò con la medesima formula al Bodø/Glimt. Giocò il primo match con questa maglia il 6 maggio, nella vittoria per quattro a uno sul Kongsvinger. Tornò allo Start nel corso dello stesso anno.
Il 14 marzo 2012, firmò un contratto con gli svedesi dell'Elfsborg, valido fino alla pausa della stagione per il campionato d'Europa 2012. Debuttò il 31 marzo, nella vittoria per 2-1 sul Djurgården. Il 28 maggio successivo lasciò il club, come da accordo.
Il 25 giugno 2012 firmò un contratto con il Djurgården, diventandone da subito il portiere titolare. Giocò le 13 partite rimanenti di quella stagione così come non saltò alcuna partita sia nel 2013 che nel 2014, mentre nell'Allsvenskan 2015 rimase in panchina solo nelle ultime due partite.
Nel corso dell'Allsvenskan 2016, all'ultimo anno di contratto con il Djurgården, Høie perse brevemente il posto in favore della riserva Hampus Nilsson salvo poi riconquistarlo dopo 6 giornate. Tuttavia dovette tornare in panchina dall'agosto 2016, visto l'arrivo dell'ex nazionale svedese Andreas Isaksson. A fine stagione si ritirò all'età di 37 anni e intraprese la carriera di venditore di automobili.
Nell'aprile 2018, insieme agli ex Djurgården Andreas Johansson ed Enrico, firmò per l'FC Sampierdarenese, piccola squadra di Stoccolma di ispirazione italiana, militante inizialmente nella nona serie del calcio svedese e poi nell'ottava, a seguito della promozione arrivata al termine del suo primo anno. Nell'unica presenza fatta tra il 2018 e il 2020, venne utilizzato nel ruolo di difensore, ruolo da lui eccezionalmente occupato durante questa parentesi dilettantistica.

### Nazionale
Høie giocò 6 partite per la Norvegia under 21. L'esordio arrivò il 3 febbraio 1998: fu infatti titolare nel pareggio casalingo per uno a uno contro la Danimarca under 21.
Ha esordito in Nazionale maggiore il 18 gennaio 2014 nell'amichevole Polonia-Norvegia (3-0).

## Statistiche

### Cronologia presenze e reti in Nazionale
| Cronologia completa delle presenze e delle reti in nazionale ― Norvegia | Cronologia completa delle presenze e delle reti in nazionale ― Norvegia | Cronologia completa delle presenze e delle reti in nazionale ― Norvegia | Cronologia completa delle presenze e delle reti in nazionale ― Norvegia | Cronologia completa delle presenze e delle reti in nazionale ― Norvegia | Cronologia completa delle presenze e delle reti in nazionale ― Norvegia | Cronologia completa delle presenze e delle reti in nazionale ― Norvegia | Cronologia completa delle presenze e delle reti in nazionale ― Norvegia |
| Data                                                                    | Città                                                                   | In casa                                                                 | Risultato                                                               | Ospiti                                                                  | Competizione                                                            | Reti                                                                    | Note                                                                    |
| ----------------------------------------------------------------------- | ----------------------------------------------------------------------- | ----------------------------------------------------------------------- | ----------------------------------------------------------------------- | ----------------------------------------------------------------------- | ----------------------------------------------------------------------- | ----------------------------------------------------------------------- | ----------------------------------------------------------------------- |
| 18-1-2014                                                               | Abu Dhabi                                                               | Polonia                                                                 | 3 – 0                                                                   | Norvegia                                                                | Amichevole                                                              | -1                                                                      | 46’                                                                     |
| Totale                                                                  |                                                                         | Presenze                                                                | 1                                                                       |                                                                         | Reti                                                                    | -1                                                                      |                                                                         |